# Robert Stephens
Sir Robert Graham Stephens (* 14. Juli 1931 in Bristol, Somerset, England; † 13. November 1995 in London, England) war ein britischer Film- und Theaterschauspieler.

## Leben
Robert Stephens absolvierte seine Schauspielausbildung an der Northern Theatre School in Bradford. Im Jahr 1956 war er mit Arthur Millers Drama Hexenjagd erstmals auf einer Londoner Bühne zu sehen. Stephens wurde ab Ende der 1950er-Jahre als Shakespeare-Darsteller bekannt und arbeitete unter anderem lange Jahre am Royal National Theatre. Er galt als einer der renommiertesten und bekanntesten Theaterschauspieler Englands in seiner Generation. Unter anderem war er in Hamlet, Viel Lärm um Nichts und Heinrich V. auf der Bühne zu sehen. Für das letztgenannte Theaterstück wurde er 1993 mit dem Laurence Olivier Award ausgezeichnet. 
Auch in zahlreichen Spielfilmen und Fernsehserien wirkte Stephens mit, doch verzeichnete er im Gegensatz zu anderen britischen Theatergrößen dort nie die großen Erfolge. Seine wahrscheinlich bedeutendste Kino-Hauptrolle gab ihm Billy Wilder in seiner Filmsatire Das Privatleben des Sherlock Holmes (1970), wo Stephens die Titelfigur des Meisterdetektives verkörperte. Ansonsten verkörperte Stephens meist Nebenrollen, beispielsweise als „der Prinz“ in Franco Zeffirellis klassischer Shakespeare-Verfilmung Romeo und Julia (1968) oder in der Rolle des Mr. Lockwood in Steven Spielbergs Das Reich der Sonne (1987).

## Privatleben
Stephens war viermal verheiratet. Während seine ersten beiden Frauen, Nora Ann Simmonds und Tarn Bassett, nicht in der Showbranche arbeiteten, sind die dritte, Maggie Smith und vierte Ehefrau Patricia Quinn bekannter. Durch Maggie Smith wurde Stephens Vater der beiden Schauspieler Toby Stephens und Chris Larkin. Mit dem Schauspieler Jeremy Brett verband ihn eine langjährige, enge Freundschaft. 
Robert Stephens galt zeitweise als Alkoholiker. Der Shakespeare-Schauspieler gab sich selbst den Spitznamen „Fahrender Ritter“ (engl.: Knight Errant). Dies war zugleich auch der Titel seiner Autobiographie: Knight Errant: Memoirs of a Vagabond Actor, welche am 2. November 1995, nur wenige Tage vor seinem Tod, in Großbritannien erschien. Er starb im Alter von 64 Jahren an Komplikationen nach einer Leber- und Nierentransplantation. Am 7. März 1995, acht Monate vor seinem Tod, hatte ihn Königin Elisabeth II. zum Knight Bachelor („Sir“) geschlagen.

## Filmografie (Auswahl)
- 1956: Krieg und Frieden (War and Peace)
- 1960: Circle of Deception
- 1961: Bitterer Honig (A Taste of Honey)
- 1961: Piraten von Tortuga (Pirates of Tortuga)
- 1962: Der Inspektor (The Inspector)
- 1963: Der Gehetzte von Soho (The Small World of Sammy Lee)
- 1963: Cleopatra
- 1966: Protest (Morgan - A Suitable Case for Treatment)
- 1968: Romeo und Julia (Romeo and Juliet)
- 1969: Die besten Jahre der Miss Jean Brodie (The Prime of Miss Jean Brodie)
- 1970: Das Privatleben des Sherlock Holmes (The Private Life of Sherlock Holmes)
- 1972: Experiments (The Asphyx)
- 1972: Reisen mit meiner Tante (Travels with My Aunt)
- 1973–1974: Vienna 1900 (Miniserie, 6 Folgen)
- 1974: Luther
- 1976: Task Force Police (Softly Softly: Task Force, Fernsehserie, Folge 8x15)
- 1977: Die Duellisten (The Duellists)
- 1978: Holocaust – Die Geschichte der Familie Weiss (Holocaust, Miniserie, 4 Folgen)
- 1978: Der Todesschrei (The Shout)
- 1978: Die Reise von Charles Darwin (The Voyage of Charles Darwin, Miniserie, Folge 1x07)
- 1980: A Question of Guilt (Fernsehserie, 8 Folgen)
- 1981: Die verbotenen Spiele der Gräfin Dolingen von Gratz (Les Jeux de la comtesse Dolingen de Gratz)
- 1984: Puccini (Fernsehfilm)
- 1986: Rebellion der Rechtlosen (Comrades)
- 1986: Unnatural Causes (Fernsehserie, Folge 1x04)
- 1987: Lizzie's Pictures (Miniserie, 4 Folgen)
- 1987: Künstler, Killer & Kanonen (High Season)
- 1987: Zeugenaussage (Testimony)
- 1987: Auf Wiedersehen in Kairo (Fortunes of War, Miniserie, 3 Folgen)
- 1987: Das Reich der Sonne (Empire of the Sun)
- 1988: Inspektor Morse, Mordkommission Oxford (Inspector Morse, Fernsehserie, Folge 2x03)
- 1988: Amerikanisches Roulette (American Roulette)
- 1988: The Fruit Machine – Rendezvous mit einem Killer (The Fruit Machine)
- 1989: Feuersturm und Asche (War and Remembrance, Miniserie, 3 Folgen)
- 1989: Henry V.
- 1990: Hotel zur Unsterblichkeit (Wings of Fame)
- 1990: Meine liebe Rose (The Children)
- 1990: Fegefeuer der Eitelkeiten (The Bonfire of the Vanities)
- 1991: Ein Papst zum Küssen (The Pope Must Die)
- 1991: Angst vor der Dunkelheit (Afraid of the Dark)
- 1992: Chaplin
- 1993: Das Königsspiel – Ein Meister wird geboren (Searching for Bobby Fischer)
- 1993: Geheime Verführung (The Secret Rapture)
- 1994: Der Aufpasser (Minder, Fernsehserie, Folge 10x07)
- 1994–1995: 99-1 (Fernsehserie, 7 Folgen)
- 1995: England, My England